# Motul (fornlämning)
Motul är en fornlämning i Guatemala.   Den ligger i departementet Petén, i den norra delen av landet, 270 km norr om huvudstaden Guatemala City. Motul ligger 194 meter över havet. Den ligger vid sjön Lake Petén Itzá.
Terrängen runt Motul är huvudsakligen platt, men åt sydväst är den kuperad. Runt Motul är det mycket glesbefolkat, med 6 invånare per kvadratkilometer. Närmaste större samhälle är San Benito, 9,5 km söder om Motul. 